# クレアモント大学院大学
クレアモント大学院大学（CGU）は、カリフォルニア州クレアモントにある大学院である。
5つのリベラルアーツ・カレッジ（ポモナ・カレッジ、クレアモントマッケナ・カレッジ、ハーベイマッド・カレッジ、スクリップス・カレッジ、ピッツァー・カレッジ）と2つの大学院（CGUおよびケック大学院応用生命科学研究所）で構成されるクレアモント・カレッジズの1校である。7つのスクール（学部）で31の分野の学問が提供されている。

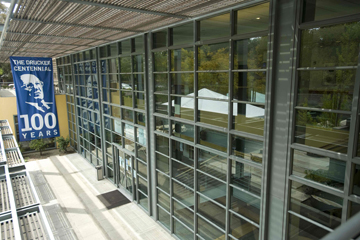
Drucker school of Management

## キャンパス
クレアモント・カレッジの一部として、CGUは550エーカー (220 ha)を有する。
1925年に設立されたCGUは、クレアモント・カレッジの中ではポモナ・カレッジ（1887創立）に次いで古い。クレアモント・カレッジ・コンソーシアムは、このキャンパス内にポモナ・カレッジに隣接してCGUが設立されたことによって始まった。
2,000人以上の修士課程と博士課程の学生、および約200人のフルタイムおよびパートタイムの教員が在籍している。

## 7つのスクール（学部）
クレアモント大学院大学では、31の分野で修士号および/または博士号を授与している。
- Drucker School of Management （ドラッカー・スクール）

　　マネジメントの父 ピーター・F・ドラッカーは、1971年の当スクール設立時から95歳で亡くなる2年前まで30年以上に渡り教鞭をとっていた。
- School of Arts & Humanities （芸術＆人文科学）

- School of Social Science, Policy & Evaluation （社会科学・政策評価）

- School of Community & Global Health（コミュニティとグローバルヘルス）

- School of Educational Studies （教育学）

- Center for Information System & Technology （情報システム技術センター）

- Institute of Mathematical Sciences （数理科学 研究所）

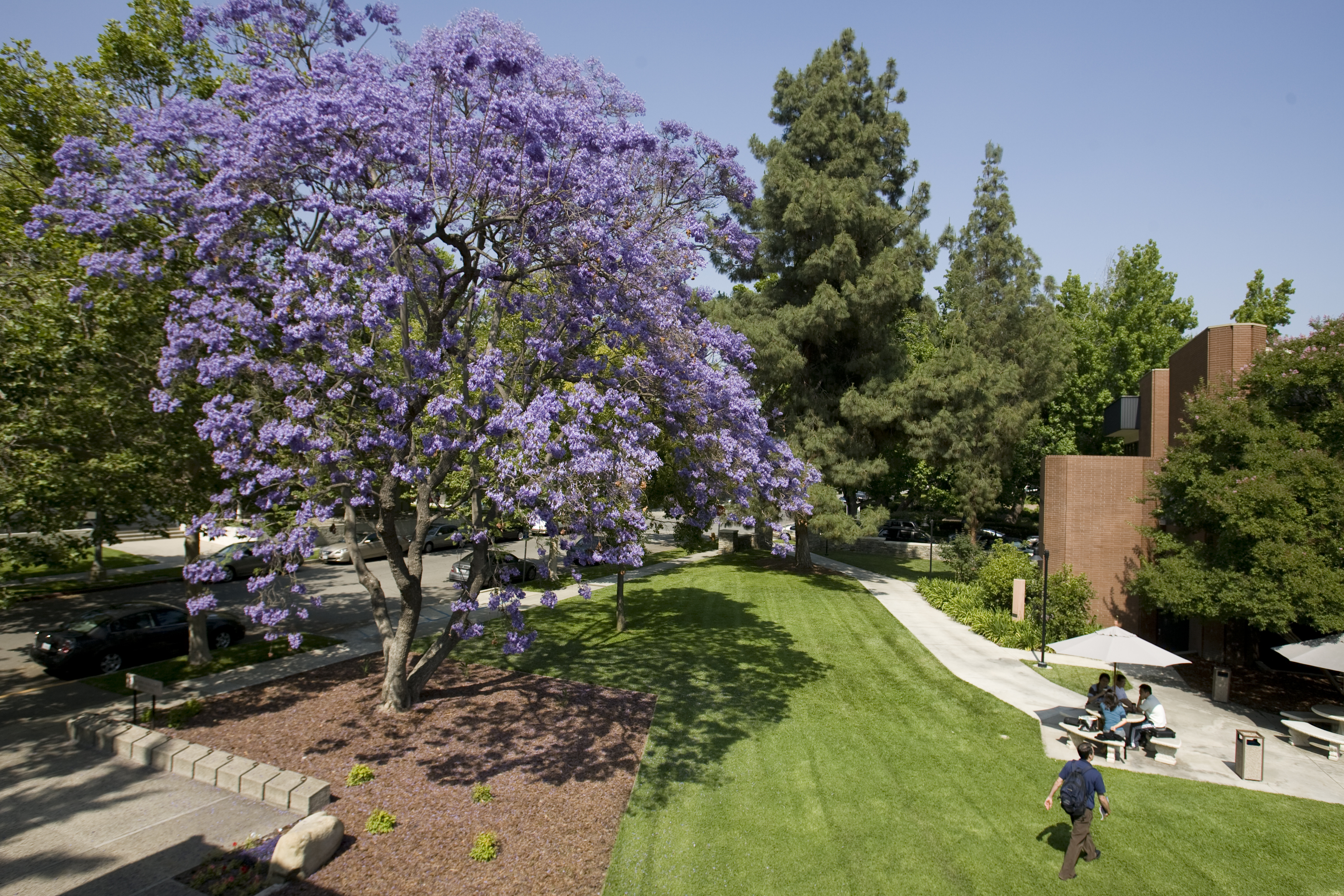
CGU Quad

## その他の主な施設

### ピーター・ドラッカー研究所（Peter Drucker Institute）
クレアモント大学院大学内にあるシンクタンクおよびアクションタンクである。
ピーター・ドラッカーのコンサルタント、教員、著作家としての功績・研究がアーカイブされている他、彼のセオリーによる米国企業の評価（Top50）を、分析内容と共に毎年発表するなどの活動もしている。

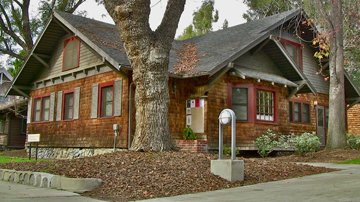
3CGU Arts and Humanities

### Rancho Santa Ana Botanic Garden

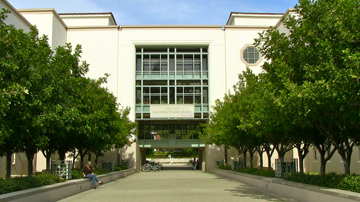
Honnald-Mudd Library

クレアモント大学院大学はランチョ・サンタ・アナ植物園と連携して、植物学の修士号と博士号を提供している。
高等植物の系統と進化を研究する。研究のサブフィールドには、モノグラフおよび修正研究、細胞分類学、分子系統学、系統発生学、植物解剖学および比較形態学、生態学、植物地理学、および生殖生物学が含まれる。

### Honnald-Mudd Library
クレアモント大学院大学の図書館。